# НХЛ у сезоні 2007—2008
НХЛ у сезоні 2007/2008 — 91-й регулярний чемпіонат НХЛ. Сезон стартував 29 вересня 2007. Закінчився фінальним матчем Кубка Стенлі 4 червня 2008 між Детройт Ред Вінгз та Піттсбург Пінгвінс перемогою «червоних крил» 3:2 в матчі та 4:2 в серії. Це одинадцята перемога в Кубку Стенлі «Ред Вінгз».

## Драфт НХЛ
45-й драфт НХЛ. У 7-и раундах було обрано 211 хокеїстів. Першим номером драфту став Патрік Кейн, якого обрав клуб «Чикаго Блекгокс».

## Передмова
Цього сезону НХЛ підняло обмеження зарплат гравців до $50,300,000 доларів. Відома компанія Reebok дебютувала в лізі підготовуваши зразки светрів для хокеїстів. Нові форми презентували одразу сім команд Бостон, Тампа-Бей, Ванкувер, Вашингтон, Оттава, Сан-Хосе та Колумбус. 
1 березня 2007 було оголошено, що ліга стартує 29 вересня 2007 на Лондонський арені О2. Цей матч стане дебютним для Європи. У матчі-відкриття зіграли Анагайм Дакс та Лос-Анджелес Кінгс.
17 вересня 2007 був обраний матч Зимової класики НХЛ. 1 січня 2008 команди Баффало Сейбрс та Піттсбург Пінгвінс проведуть гру на «Ральф Вілсон Стедіум» домашньому стадіоні команди «Баффало Біллс», яка виступає в Національній футбольній лізі.

## Огляд

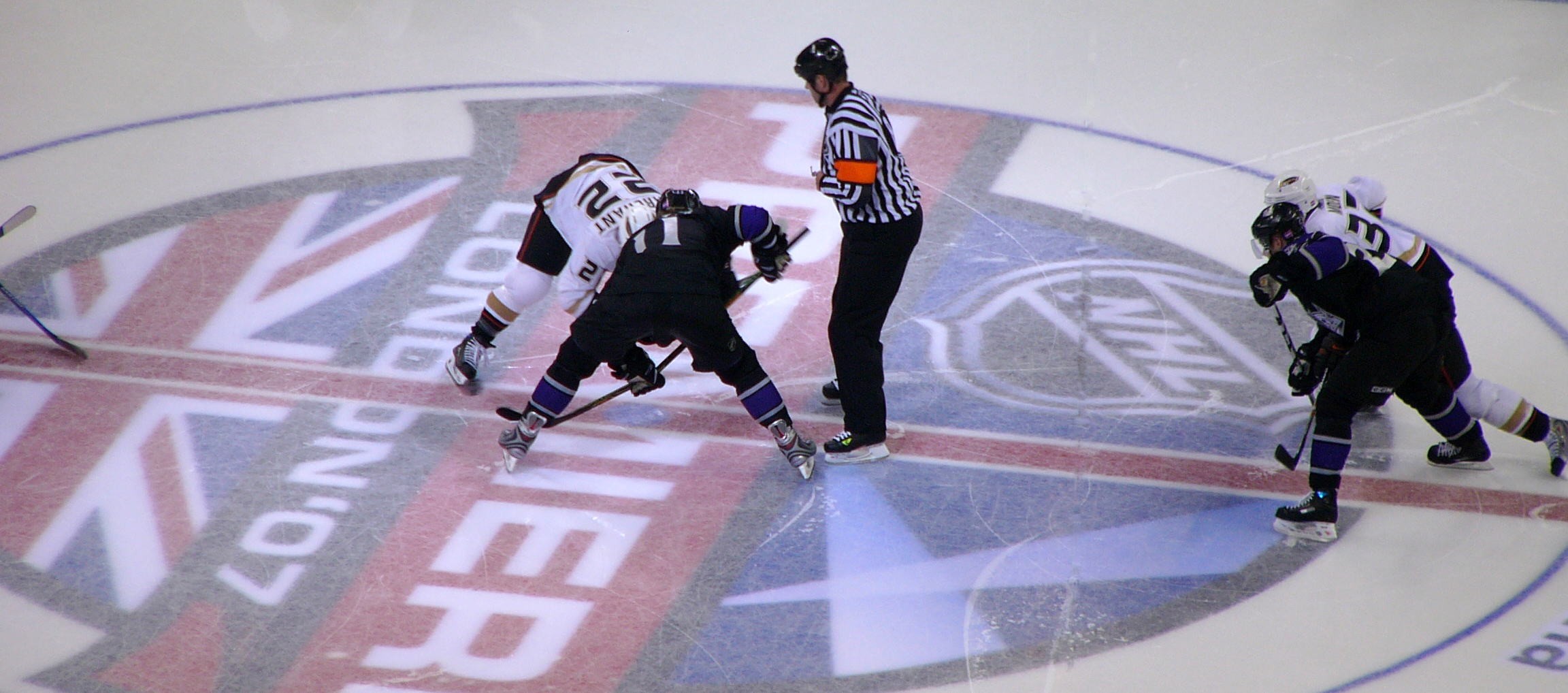
Європейська прем'єра НХЛ.

Нью-Джерсі Девілс отримали нову домашню арену «Пруденшл-центр». 
Майк Каммаллері закинув першу шайбу сезону в ворота «Дакс».
Ріхард Зедник (Флорида Пантерс) 10 лютого 2008 отримав травму сонної артерії від одноклубника Оллі Йокінена та змушений був лікуватись до кінця сезону.
Вашингтон Кепіталс після чотринадцятого місця торішнього чемпіонату посіли третє в регулярному чемпіонаті, американці досягли такого успіху завдяки новому тренеру канадцю Брюсу Будро.
Сан-Хосе Шаркс у березні не програли жодного матчу.
У регулярному чемпіонаті закинуто менше шайб ніж в сезоні 2006/07, в середньому закидали по 5,44 гола за гру. На рахунку воротарів 161 шатаут.

## Підсумкові турнірні таблиці

### Східна конференція
| Атлантичний дивізіон    | І  | В  | П  | ПО | ШЗ  | ШП  | О   |
| ----------------------- | -- | -- | -- | -- | --- | --- | --- |
| Піттсбург Пінгвінс (2)  | 82 | 47 | 27 | 8  | 247 | 216 | 102 |
| Нью-Джерсі Девілс (4)   | 82 | 46 | 29 | 7  | 206 | 197 | 99  |
| Нью-Йорк Рейнджерс (5)  | 82 | 42 | 27 | 13 | 213 | 199 | 97  |
| Філадельфія Флайєрз (6) | 82 | 42 | 29 | 11 | 248 | 233 | 95  |
| Нью-Йорк Айлендерс (13) | 82 | 35 | 38 | 9  | 194 | 243 | 79  |

| Північно-східний дивізіон | І  | В  | П  | ПО | ШЗ  | ШП  | О   |
| ------------------------- | -- | -- | -- | -- | --- | --- | --- |
| Монреаль Канадієнс (1)    | 82 | 47 | 25 | 10 | 262 | 222 | 104 |
| Оттава Сенаторс (7)       | 82 | 43 | 31 | 8  | 261 | 247 | 94  |
| Бостон Брюїнс (8)         | 82 | 41 | 29 | 12 | 212 | 222 | 94  |
| Баффало Сейбрс (10)       | 82 | 39 | 31 | 12 | 255 | 242 | 90  |
| Торонто Мейпл Ліфс (12)   | 82 | 36 | 35 | 11 | 231 | 260 | 83  |

| Південно-східний дивізіон | І  | В  | П  | ПО | ШЗ  | ШП  | О  |
| ------------------------- | -- | -- | -- | -- | --- | --- | -- |
| Вашингтон Кепіталс (3)    | 82 | 43 | 31 | 8  | 242 | 231 | 94 |
| Кароліна Гаррікейнс (9)   | 82 | 43 | 33 | 6  | 252 | 249 | 92 |
| Флорида Пантерс (11)      | 82 | 38 | 35 | 9  | 216 | 226 | 85 |
| Атланта Трешерс (14)      | 82 | 34 | 40 | 8  | 216 | 272 | 76 |
| Тампа-Бей Лайтнінг (15)   | 82 | 31 | 42 | 9  | 223 | 267 | 71 |

### Західна конференція
| Центральний дивізіон      | І  | В  | П  | ПО | ШЗ  | ШП  | О   |
| ------------------------- | -- | -- | -- | -- | --- | --- | --- |
| Детройт Ред Вінгз (1)     | 82 | 54 | 21 | 7  | 257 | 184 | 115 |
| Нашвілл Предаторс (8)     | 82 | 41 | 32 | 9  | 230 | 229 | 91  |
| Чикаго Блекгокс (10)      | 82 | 40 | 34 | 8  | 239 | 235 | 88  |
| Колумбус Блю-Джекетс (13) | 82 | 34 | 36 | 12 | 193 | 218 | 80  |
| Сент-Луїс Блюз (14)       | 82 | 33 | 36 | 13 | 205 | 237 | 79  |

| Північно-західний дивізіон | І  | В  | П  | ПО | ШЗ  | ШП  | О  |
| -------------------------- | -- | -- | -- | -- | --- | --- | -- |
| Міннесота Вайлд (3)        | 82 | 44 | 28 | 10 | 223 | 218 | 98 |
| Колорадо Аваланч (6)       | 82 | 44 | 31 | 7  | 231 | 219 | 95 |
| Калгарі Флеймс (7)         | 82 | 42 | 30 | 10 | 229 | 227 | 94 |
| Едмонтон Ойлерз (9)        | 82 | 41 | 35 | 6  | 235 | 251 | 88 |
| Ванкувер Канакс (11)       | 82 | 39 | 33 | 10 | 213 | 215 | 88 |

| Тихоокеанський дивізіон | І  | В  | П  | ПО | ШЗ  | ШП  | О   |
| ----------------------- | -- | -- | -- | -- | --- | --- | --- |
| Сан-Хосе Шаркс (2)      | 82 | 49 | 23 | 10 | 222 | 193 | 108 |
| Анагайм Дакс (4)        | 82 | 47 | 27 | 8  | 205 | 191 | 102 |
| Даллас Старс (5)        | 82 | 45 | 30 | 7  | 242 | 207 | 97  |
| Фінікс Койотс (12)      | 82 | 38 | 37 | 7  | 214 | 231 | 83  |
| Лос-Анджелес Кінгс (15) | 82 | 32 | 43 | 7  | 231 | 266 | 71  |

## Матч усіх зірок НХЛ
56-й матч усіх зірок НХЛ пройшов 27 січня 2008 року на «Філіпс-арені» (Атланта): Захід — Схід 7:8 (1:5, 2:0, 4:3).

## Статистика регулярного чемпіонату

### Найкращі бомбардири
| Гравець             | Команда            | І  | Г  | П  | О   | +/- | ШХ |
| ------------------- | ------------------ | -- | -- | -- | --- | --- | -- |
| Олександр Овечкін   | Вашингтон Кепіталс | 82 | 65 | 47 | 112 | +28 | 40 |
| Євген Малкін        | Піттсбург Пінгвінс | 82 | 47 | 59 | 106 | +16 | 78 |
| Джером Ігінла       | Калгарі Флеймс     | 82 | 50 | 48 | 98  | +27 | 83 |
| Павло Дацюк         | Детройт Ред Вінгз  | 82 | 31 | 66 | 97  | +41 | 20 |
| Джо Торнтон         | Сан-Хосе Шаркс     | 82 | 29 | 67 | 96  | +18 | 59 |
| Генрік Зеттерберг   | Детройт Ред Вінгз  | 75 | 43 | 49 | 92  | +30 | 34 |
| Венсан Лекавальє    | Тампа-Бей Лайтнінг | 81 | 40 | 52 | 92  | -17 | 89 |
| Джейсон Спецца      | Оттава Сенаторс    | 76 | 34 | 58 | 92  | +26 | 66 |
| Данієль Альфредссон | Оттава Сенаторс    | 70 | 40 | 49 | 89  | +15 | 34 |
| Ілля Ковальчук      | Атланта Трешерс    | 79 | 52 | 35 | 87  | -12 | 52 |

### Найкращі воротарі
| Гравець             | Команда           | І  | ЧНЛ   | В  | П  | ПО | ГП  | ША | %ВК  | СП   |
| ------------------- | ----------------- | -- | ----- | -- | -- | -- | --- | -- | ---- | ---- |
| Кріс Осгуд          | Детройт Ред Вінгз | 43 | 2,409 | 27 | 9  | 4  | 84  | 4  | .914 | 2.09 |
| Домінік Гашек       | Детройт Ред Вінгз | 41 | 2,350 | 27 | 10 | 3  | 84  | 5  | .902 | 2.14 |
| Жан-Себастьян Жигер | Анагайм Дакс      | 58 | 3,310 | 35 | 17 | 6  | 117 | 4  | .922 | 2.12 |
| Мартен Бродер       | Нью-Джерсі Девілс | 77 | 4,635 | 44 | 27 | 6  | 168 | 4  | .920 | 2.17 |
| Євген Набоков       | Сан-Хосе Шаркс    | 77 | 4,560 | 46 | 21 | 8  | 163 | 6  | .910 | 2.14 |

І = матчі; ЧНЛ = часу на льоду (хвилини: секунди); В = перемоги; П = поразки; ПО = поразки в овертаймі; ГП = голів пропушено; ША = шатаути; %ВК = відбитих кидків (у %); СП = Середня кількість пропущених шайб

## Плей-оф
|  | Чвертьфінали конференції | Чвертьфінали конференції              | Чвертьфінали конференції |   |           | Півфінали конференції | Півфінали конференції | Півфінали конференції |                    |                    | Фінали конференції  | Фінали конференції  | Фінали конференції  |  |  | Фінал Кубка Стенлі | Фінал Кубка Стенлі | Фінал Кубка Стенлі |
|  |                          |                                       |                          |   |           |                       |                       |                       |                    |                    |                     |                     |                     |  |  |                    |                    |                    |
|  | 1                        | Монреаль                              | 4                        |   |           | 1                     | Монреаль              | 1                     |                    |                    |                     |                     |                     |  |  |                    |                    |                    |
|  | 8                        | Бостон                                | 3                        |   |           | 6                     | Філадельфія           | 4                     |                    |                    |                     |                     |                     |  |  |                    |                    |                    |
|  |                          |                                       |                          |   |           |                       |                       |                       |                    |                    |                     |                     |                     |  |  |                    |                    |                    |
|  | 2                        | Піттсбург                             | 4                        |   |           |                       |                       |                       | Східна конференція | Східна конференція | Східна конференція  | Східна конференція  | Східна конференція  |  |  |                    |                    |                    |
|  | 2                        | Піттсбург                             | 4                        |   |           |                       |                       |                       | Східна конференція | Східна конференція | Східна конференція  | Східна конференція  | Східна конференція  |  |  |                    |                    |                    |
|  | 7                        | Оттава                                | 0                        |   |           |                       |                       |                       |                    |                    |                     |                     |                     |  |  |                    |                    |                    |
|  | 7                        | Оттава                                | 0                        |   |           |                       |                       |                       |                    | 6                  | Філадельфія         | 1                   |                     |  |  |                    |                    |                    |
|  |                          |                                       |                          |   |           |                       |                       |                       |                    | 6                  | Філадельфія         | 1                   |                     |  |  |                    |                    |                    |
|  |                          | 2                                     | Піттсбург                | 4 |           |                       |                       |                       |                    |                    |                     |                     |                     |  |  |                    |                    |                    |
|  | 3                        | 2                                     | Піттсбург                | 4 | Вашингтон | 3                     |                       |                       |                    |                    |                     |                     |                     |  |  |                    |                    |                    |
|  | 3                        |                                       |                          |   | Вашингтон | 3                     |                       |                       |                    |                    |                     |                     |                     |  |  |                    |                    |                    |
|  | 6                        | Філадельфія                           | 4                        |   |           |                       |                       |                       |                    |                    |                     |                     |                     |  |  |                    |                    |                    |
|  | 6                        | Філадельфія                           | 4                        |   |           |                       |                       |                       |                    |                    |                     |                     |                     |  |  |                    |                    |                    |
|  |                          |                                       |                          |   |           |                       |                       |                       |                    |                    |                     |                     |                     |  |  |                    |                    |                    |
|  |                          |                                       |                          |   |           |                       |                       |                       |                    |                    |                     |                     |                     |  |  |                    |                    |                    |
|  | 4                        | Нью-Джерсі                            | 1                        |   | 2         | Піттсбург             | 4                     |                       |                    |                    |                     |                     |                     |  |  |                    |                    |                    |
|  | 4                        | Нью-Джерсі                            | 1                        |   | 2         | Піттсбург             | 4                     |                       |                    |                    |                     |                     |                     |  |  |                    |                    |                    |
|  | 5                        | НЙ Рейнджерс                          | 4                        |   |           | 5                     | НЙ Рейнджерс          | 1                     |                    |                    |                     |                     |                     |  |  |                    |                    |                    |
|  | 5                        | НЙ Рейнджерс                          | 4                        |   |           |                       |                       |                       |                    | E2                 | Піттсбург           | 2                   |                     |  |  |                    |                    |                    |
|  |                          | (Пари пересіяні після першого раунду) |                          |   |           |                       |                       |                       |                    | E2                 | Піттсбург           | 2                   |                     |  |  |                    |                    |                    |
|  |                          | W1                                    | Детройт                  | 4 |           |                       |                       |                       |                    |                    |                     |                     |                     |  |  |                    |                    |                    |
|  | 1                        | W1                                    | Детройт                  | 4 | Детройт   | 4                     |                       |                       | 1                  | Детройт            | 4                   |                     |                     |  |  |                    |                    |                    |
|  | 1                        |                                       |                          |   | Детройт   | 4                     |                       |                       | 1                  | Детройт            | 4                   |                     |                     |  |  |                    |                    |                    |
|  | 8                        | Нешвілл                               | 2                        |   |           | 6                     | Колорадо              | 0                     |                    |                    |                     |                     |                     |  |  |                    |                    |                    |
|  | 8                        | Нешвілл                               | 2                        |   |           | 6                     | Колорадо              | 0                     |                    |                    |                     |                     |                     |  |  |                    |                    |                    |
|  |                          |                                       |                          |   |           |                       |                       |                       |                    |                    |                     |                     |                     |  |  |                    |                    |                    |
|  | 2                        | Сан-Хосе                              | 4                        |   |           |                       |                       |                       |                    |                    |                     |                     |                     |  |  |                    |                    |                    |
|  | 2                        | Сан-Хосе                              | 4                        |   |           |                       |                       |                       |                    |                    |                     |                     |                     |  |  |                    |                    |                    |
|  | 7                        | Калгарі                               | 3                        |   |           |                       |                       |                       |                    |                    |                     |                     |                     |  |  |                    |                    |                    |
|  | 7                        | Калгарі                               | 3                        |   |           |                       |                       |                       | 1                  | Детройт            | 4                   |                     |                     |  |  |                    |                    |                    |
|  |                          |                                       |                          |   |           |                       |                       |                       | 1                  | Детройт            | 4                   |                     |                     |  |  |                    |                    |                    |
|  |                          | 5                                     | Даллас                   | 2 |           |                       |                       |                       |                    |                    |                     |                     |                     |  |  |                    |                    |                    |
|  | 3                        | 5                                     | Даллас                   | 2 | Міннесота | 2                     |                       |                       |                    |                    |                     |                     |                     |  |  |                    |                    |                    |
|  | 3                        |                                       |                          |   | Міннесота | 2                     |                       |                       |                    |                    |                     |                     |                     |  |  |                    |                    |                    |
|  | 6                        | Колорадо                              | 4                        |   |           |                       |                       |                       |                    |                    | Західна конференція | Західна конференція | Західна конференція |  |  |                    |                    |                    |
|  | 6                        | Колорадо                              | 4                        |   |           |                       |                       |                       |                    |                    | Західна конференція | Західна конференція | Західна конференція |  |  |                    |                    |                    |
|  |                          |                                       |                          |   |           |                       |                       |                       |                    |                    |                     |                     |                     |  |  |                    |                    |                    |
|  | 4                        | Анагайм                               | 2                        |   | 2         | Сан-Хосе              | 2                     |                       |                    |                    |                     |                     |                     |  |  |                    |                    |                    |
|  | 4                        | Анагайм                               | 2                        |   | 2         | Сан-Хосе              | 2                     |                       |                    |                    |                     |                     |                     |  |  |                    |                    |                    |
|  | 5                        | Даллас                                | 4                        |   |           | 5                     | Даллас                | 4                     |                    |                    |                     |                     |                     |  |  |                    |                    |                    |

## Володарі Кубка Стенлі
| Володарі Кубка Стенлі Детройт Ред Вінгз | Воротарі: Домінік Гашек, Кріс Осгуд Захисники: Кріс Челіос, Ніклас Кронвалль, Бретт Лебда, Ніклас Лідстрем, Андреас Лілья, Дерек Міч, Браєн Рафалскі, Бред Стюарт Нападники: Даніель Клірі , Павло Дацюк, Аарон Дауні, Даллас Дрейк, Кріс Дрейпер, Валттері Фільппула, Юхан Франзен, Даррен Гелм, Томас Гольмстрем, Їржі Гудлер, Томаш Копецький, Кірк Малтбі, Даррен Маккарті, Мікаель Самуельссон, Генрік Зеттерберг Головний тренер: Майк Бебкок Генеральний менеджер: Кен Голланд |

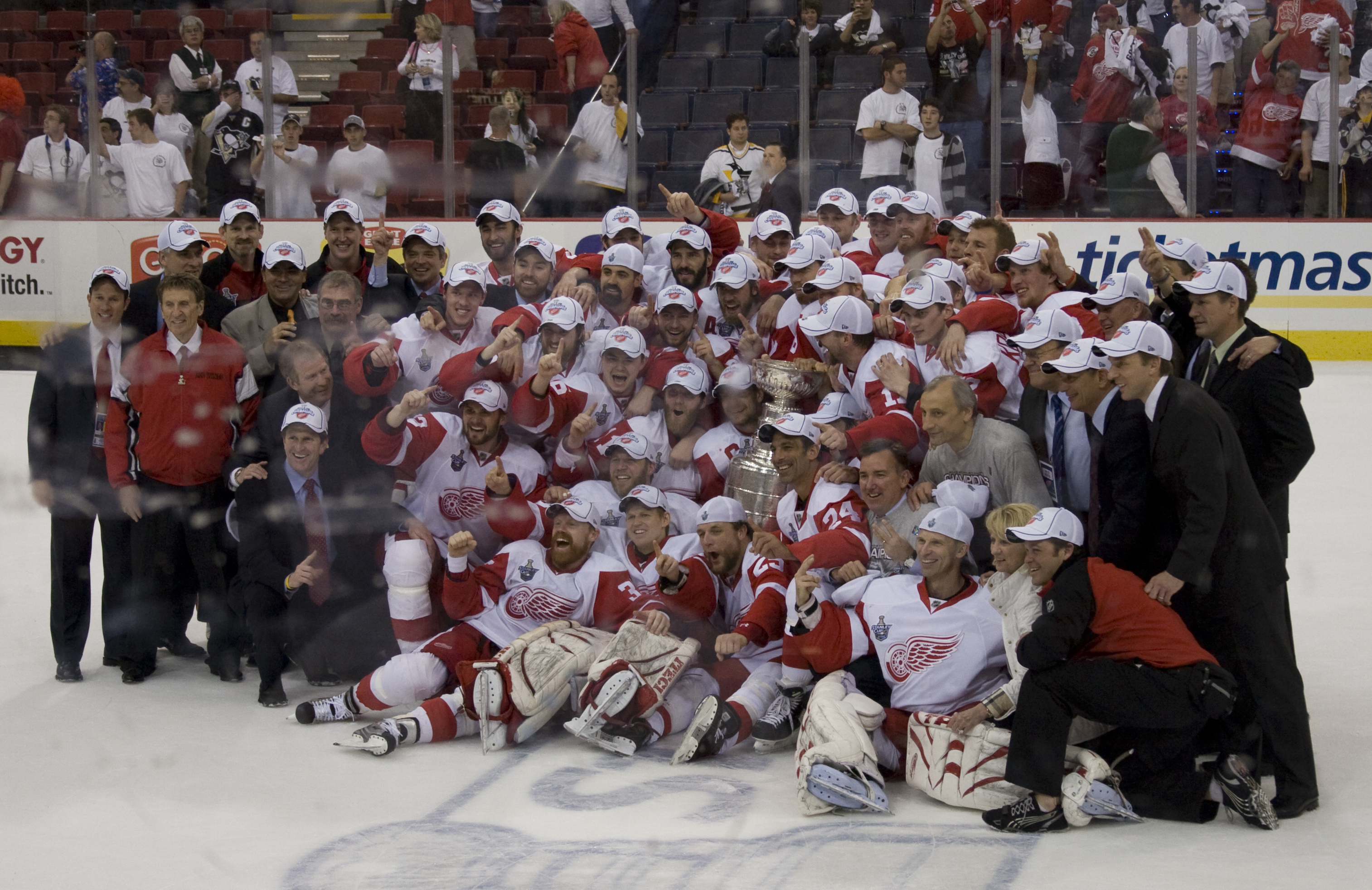
Детройт Ред Вінгз з Кубком Стенлі.

## Призи та нагороди сезону
| Нагороди                     | Гравець                                            | Команда                                            |
| ---------------------------- | -------------------------------------------------- | -------------------------------------------------- |
| Пам'ятний трофей Колдера     | Патрік Кейн                                        | Чикаго Блекгокс                                    |
| Нагорода Теда Ліндсея        | Олександр Овечкін                                  | Вашингтон Кепіталс                                 |
| Трофей Арта Росса            | Олександр Овечкін                                  | Вашингтон Кепіталс                                 |
| Пам'ятний трофей Гарта       | Олександр Овечкін                                  | Вашингтон Кепіталс                                 |
| Трофей Конна Смайта          | Генрік Зеттерберг                                  | Детройт Ред Вінгз                                  |
| Приз Білла Мастерсона        | Джейсон Блейк                                      | Торонто Мейпл Ліфс                                 |
| Приз Франка Селке            | Павло Дацюк                                        | Детройт Ред Вінгз                                  |
| Нагорода Джека Адамса        | Брюс Будро                                         | Вашингтон Кепіталс                                 |
| Приз Джеймса Норріса         | Ніклас Лідстрем                                    | Детройт Ред Вінгз                                  |
| Приз Кінга Кленсі            | Венсан Лекавальє                                   | Тампа-Бей Лайтнінг                                 |
| Приз Леді Бінг               | Павло Дацюк                                        | Детройт Ред Вінгз                                  |
| Трофей Лестера Патріка       | Брайан Бурк, Філ Гауслі, Тед Ліндсей та Боб Наґелі | Брайан Бурк, Філ Гауслі, Тед Ліндсей та Боб Наґелі |
| Трофей Моріса Рішара         | Олександр Овечкін                                  | Вашингтон Кепіталс                                 |
| Трофей Везини                | Мартен Бродер                                      | Нью-Джерсі Девілс                                  |
| Трофей Вільяма М. Дженнінгса | Домінік Гашек Кріс Осгуд                           | Детройт Ред Вінгз                                  |
| Нагорода Роджера Кроз'єра    | Ден Елліс                                          | Нашвілл Предаторс                                  |
| Нагорода Плюс-Мінус          | Павло Дацюк                                        | Детройт Ред Вінгз                                  |

| Нагорода                  | Клуб               |
| ------------------------- | ------------------ |
| Приз Кларенса С. Кемпбела | Детройт Ред Вінгз  |
| Приз принца Уельського    | Піттсбург Пінгвінс |
| Кубок Президента          | Детройт Ред Вінгз  |
| Кубок Стенлі              | Детройт Ред Вінгз  |

## Команда всіх зірок
Перша команда всіх зірок
- Нападники: Олександр Овечкін • Євген Малкін • Джером Ігінла
- Захисники: Ніклас Лідстрем • Діон Фанеф
- Воротар: Євген Набоков

Друга команда всіх зірок
- Нападники: Генрік Зеттерберг • Джо Торнтон • Олексій Ковальов
- Захисники: Браян Кемпбелл • Здено Хара
- Воротар: Мартен Бродер

Молодіжна команда всіх зірок
- Нападники: Ніклас Бекстрем • Патрік Кейн • Джонатан Тейвз
- Захисники: Тобіас Енстрем • Том Гілберт
- Воротар: Кері Прайс

## Дебютанти сезону
- Тобіас Енстрем, Атланта Трешерс
- Клод Жіру, Філадельфія Флайєрз
- Йонас Гіллер, Анагайм Дакс
- Ерік Джонсон, Сент-Луїс Блюз
- Патрік Кейн, Чикаго Блекгокс
- Мілан Лучич, Бостон Брюїнс
- Джонатан Квік, Лос-Анджелес Кінгс
- Макс Пачіоретті, Монреаль Канадієнс
- Кері Прайс, Монреаль Канадієнс
- Туукка Раск, Бостон Брюїнс
- Боббі Раєн, Анагайм Дакс
- Марк Стаал, Нью-Йорк Рейнджерс
- Джонатан Тейвз, Чикаго Блекгокс
- Ніклас Бекстрем, Вашингтон Кепіталс
- Даррен Гелм, Детройт Ред Вінгз

## Завершили кар'єру
Список гравців, що завершили ігрову кар'єру в НХЛ.
| Гравець           | Клуб                 | Досягнення |
| ----------------- | -------------------- | --- |
| Кевін Адамс       | Чикаго Блекгокс      | Володар Кубка Стенлі в складі Кароліна Гаррікейнс. |
| Давид Ебішер      | Фінікс Койотс        | Володар Кубка Стенлі в складі Колорадо Аваланч. |
| Браян Берард      | Нью-Йорк Айлендерс   | Пам'ятний трофей Колдера; Приз Білла Мастерсона. |
| Стю Барнс         | Даллас Старс         | Провів 1100 матчів. |
| Сергій Брилін     | Нью-Джерсі Девілс    | Володар 3-х Кубків Стенлі в складі «Нью-Джерсі Девілс». |
| Кіт Карні         | Міннесота Вайлд      | Провів 1000 матчів. |
| Джо Діпента       | Анагайм Дакс         | Володар Кубка Стенлі в складі «Анагайм Дакс». |
| Даллас Дрейк      | Детройт Ред Вінгз    | Володар Кубка Стенлі в складі Ред Вінгз; провів 1000 матчів. |
| Мартін Желіна     | Нашвілл Предаторс    | Володар Кубка Стенлі в складі Едмонтон Ойлерз, провів 1200 матчів. |
| Джон Грем         | Кароліна Гаррікейнс  | Володар Кубка Стенлі в складі Тампа-Бей Лайтнінг. |
| Домінік Гашек     | Детройт Ред Вінгз    | Володар 2-х Кубків Стенлі в складі Ред Вінгз; Чемпіон олімпійських ігор та бронзовий призер; 6-и разовий володар Трофею Везини; учасник 5-и матчів усіх зірок НХЛ; 3-и разовий володар Трофею Вільяма М. Дженнінгса; 2-и разовий володар пам'ятного трофею Гарта; 2-и разовий володар Нагороди Теда Ліндсея. |
| Деріен Гетчер     | Філадельфія Флайєрз  | Володар Кубка Стенлі в складі Даллас Старс; один матч усіх зірок НХЛ; провів 1000 матчів. |
| Шон Гілл          | Міннесота Вайлд      | Володар Кубка Стенлі в складі Монреаль Канадієнс. |
| Самі Капанен      | Філадельфія Флайєрз  | Бронзовий призер зимових Олімпійських ігор (1994, 1998); учасник двох матчів усіх зірок НХЛ. |
| Мартін Лапойнт    | Оттава Сенаторс      | Володар 2-х Кубків Стенлі в складі Детройт Ред Вінгз. |
| Тревор Лінден     | Ванкувер Канакс      | Приз Кінга Кленсі; Приз НХЛ за благочинність; учасник двох матчів усіх зірок НХЛ; провів 1300 матчів. |
| Ярослав Модри     | Філадельфія Флайєрз  | один матч усіх зірок НХЛ. |
| Глен Мюррей       | Бостон Брюїнс        | учасник двох матчів усіх зірок НХЛ, провів 1000 матчів. |
| Сандіс Озоліньш   | Сан-Хосе Шаркс       | Володар Кубка Стенлі в складі Колорадо Аваланч; 7-м матчів усіх зірок НХЛ. |
| Скотт Паркер      | Колорадо Аваланч     | Володар 2-х Кубків Стенлі в складі Нью-Джерсі Девілс та Колорадо Аваланч. |
| Нолан Пратт       | Баффало Сейбрс       | Володар 2-х Кубків Стенлі в складі Колорадо Аваланч та Тампа-Бей Лайтнінг. |
| Мартін Ручинський | Сент-Луїс Блюз       | Чемпіон олімпійських ігор та бронзовий призер. |
| Джефф Сендерсон   | Едмонтон Ойлерз      | учасник двох матчів усіх зірок НХЛ. |
| Браян Смолінскі   | Монреаль Канадієнс   | Провів 1000 матчів. |
| Мартін Страка     | Нью-Йорк Рейнджерс   | Чемпіон олімпійських ігор та бронзовий призер. |
| Йозеф Вашичек     | Нью-Йорк Айлендерс   | Володар Кубка Стенлі в складі Кароліна Гаррікейнс. |
| Давід Виборний    | Колумбус Блю-Джекетс | Бронзовий призер Олімпійських ігор. |
| Глен Веслі        | Кароліна Гаррікейнс  | Володар Кубка Стенлі в складі Кароліна Гаррікейнс; один матч усіх зірок НХЛ; провів 1400 матчів. |
| Олексій Житник    | Атланта Трешерс      | Чемпіон олімпійських ігор та срібний призер, учасник двох матчів усіх зірок НХЛ, провів 1000 матчів. |